# Nice Guys. Równi goście
Nice Guys. Równi goście – amerykański komediodramat kryminalny,  z 2016 roku w reżyserii Shane'a Blacka. W rolach głównych wystąpili: Russell Crowe, Ryan Gosling, Angourie Rice, Matt Bomer, Margaret Qualley, Keith David i Kim Basinger. Film był nominowany m.in. do nagrody Saturn.

## Fabuła
Lata 70. XX w. Para detektywów prowadzi w Los Angeles dochodzenie w sprawie śmierci gwiazdy porno i zaginięcia dziewczyny. Natrafiają na konspirację, w którą zamieszane są władze.

## Obsada
| Aktor             | Rola                 |
| ----------------- | -------------------- |
| Russell Crowe     | Jack Healy           |
| Ryan Gosling      | Holland March        |
| Angourie Rice     | Holly March          |
| Matt Bomer        | John Boy             |
| Margaret Qualley  | Amelia Kutner        |
| Keith David       | Eddie Harris         |
| Kim Basinger      | Judith Kutner        |
| Yaya DaCosta      | Tally                |
| Beau Knapp        | Blue Face            |
| Lois Smith        | pani Glenn           |
| Murielle Telio    | Misty Mountains      |
| Daisy Tahan       | Jessica              |
| Jack Kilmer       | Chet                 |
| Ty Simpkins       | Bobby                |
| Hannibal Buress   | Bumble (głos)        |
| Robert Downey Jr. | Sid Shattuck (cameo) |

## Odbiór

### Box office
Budżet filmu wyniósł 50 milionów dolarów. W Stanach Zjednoczonych i Kanadzie film zarobił 36,3 miliona dolarów. W innych krajach przychody wyniosły w sumie 26,5 miliona USD, a łączny przychód 62,8 miliona.

### Krytyka w mediach
Film spotkał się z pozytywną reakcją krytyków. W serwisie Rotten Tomatoes 91% z 318 recenzji filmu uznano za pozytywne, a średnia ocen, wystawionych na ich podstawie, wyniosła 7,60 na 10. Na portalu Metacritic średnia ocen z 51 recenzji wyniosła 70 punktów na 100.